# Quantunna
A Quantunna (Tuna Mista da Faculdade de Ciências e Tecnologia da Universidade de Coimbra), foi fundada em finais de 1995 por um grupo de estudantes de física com uma característica em comum: o grande gosto pela música e tradição académica. A Quantunna tira o seu nome do conceito físico "quantum" que significa quantidade elementar ou indivisível. Ela teve a sua estreia oficial a 2 de abril de 1996, data essa que ficou escolhida como a data de aniversário.

## História

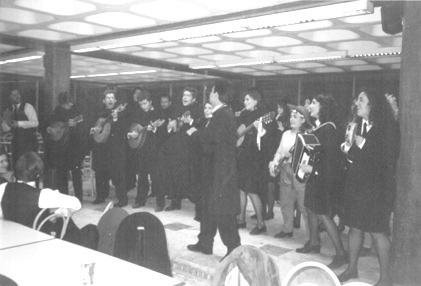
Primeira Atuação da Quantunna com os Primeiros Quantunnos

O interesse e o gosto pela música académica e pelas tradições coimbrãs foram mais longe e despertaram noutros estudantes a vontade de ingressar neste projeto. Assim, a Quantunna rapidamente se transformou na tuna mista da Faculdade de Ciências e Tecnologia da Universidade de Coimbra (FCTUC), na qual rapazes e raparigas dos mais variados cursos deram o seu contributo para mostrar mais uma forma de se viver o espírito académico que impera na cidade de Coimbra.
Em julho de 2002, a Quantunna tornou-se numa Associação Cultural cujo objetivo é promover a música e cultura portuguesa dentro e fora de Portugal.
Em setembro de 2023, foi conferida o Estatuto de Utilidade Publica à Quantunna - Associação Cultural, nos termos da Lei-Quadro do Estatuto de Utilidade Pública, aprovada em conselho de ministros, cujo despacho foi publicado em Diário da República.
As músicas originais que compõem quase todo o seu livro de músicas têm naturalmente uma raiz académica, bem como a influência da Música Popular Portuguesa. Existem também algumas adaptações que vão desde as músicas do Cancioneiro Português (onde o "Resineiro" é exemplo) até à Música de Coimbra (a música de descante Coimbrã, "Isabel Martins"). A Quantunna leva a todos os cantos de Portugal e até ao estrangeiro o bom nome da sua faculdade bem como o da cidade de Coimbra.
Entre os diversos membros que escreveram a sua história na Quantunna, podemos destacar entre outros o Mario Ferreira e o Rui Marques, atuais músicos d'Os Quatro e Meia, sendo estes autores de algumas músicas originais da Quantunna.

## Festividades

### Oito Badaladas(Festival de Tunas)

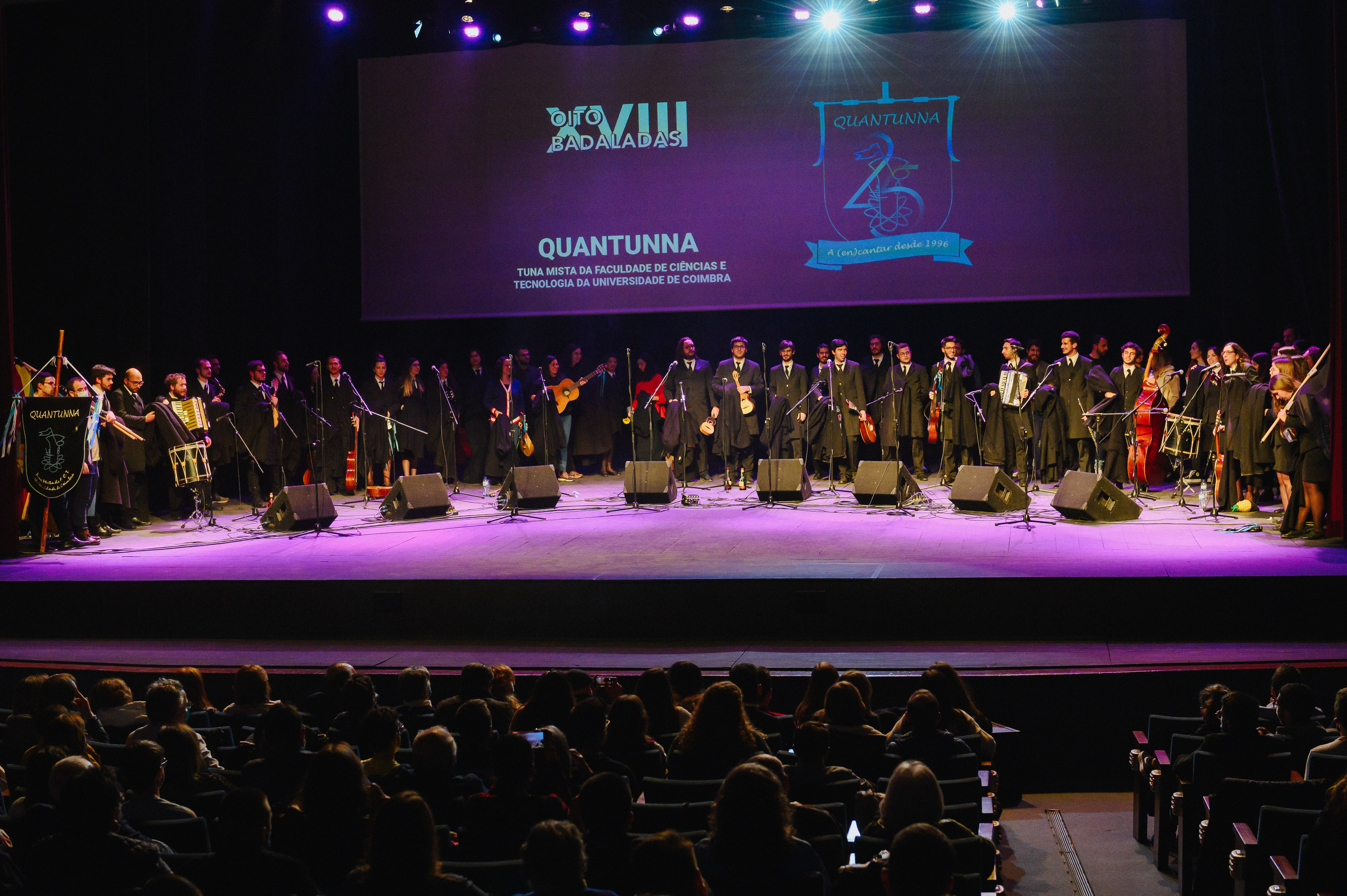
Quantunna no XVIII Oito Badaladas

Desde o dia 4 de abril de 2003, a Quantunna organiza anualmente o seu próprio festival, o Oito Badaladas - Festival de Tunas Mistas de Coimbra em referência aos oito toques matutinos da Torre da Universidade de Coimbra denominada pelos estudantes por "cabra". O festival é o mais antigo festival de tunas mistas da cidade de Coimbra e conta atualmente com a sua 21ª edição.

### Vida de Caloiro(Encontro de Tunas)
O seu encontro de tunas "Vida de Caloiro" costuma ser realizado anualmente, no início do ano letivo, de forma a receber e dar a conhecer a tuna aos novos estudantes da universidade, os caloiros. O encontro conta atualmente com a sua 14a edição.

### Quantunna & Amigos (Convivio de Tunas)
A Quantunna organizou a partir de 2009 um convivio entre tunas intitulado "Quantunna & Amigos". Este evento junta-se ao encontro Vida de Caloiro e ao festival Oito Badaladas servindo de encontro não só para as amizades entre tunas mas também simpatizantes que o grupo fez ao longo da sua história. A partir de 2012, o evento que contava com 4 edições foi descontinuado, e voltou a ser retomado em 2024.

### Queima das Fitas & Festa das Latas
Desde 2010, a Quantunna participa nas festividades académicas da Cidade de Coimbra (Queima das Fitas e a Festa das Latas e Imposição de Insignias), partilhando palco com artistas nacionais e internacionais, bem como das restantes tunas e grupos académicos da Universidade de Coimbra.

## Participações em Programas Televisivos
A Quantunna passou por vários programas televisivos nacionais como:
- A "Casa Feliz" da SIC (01/12/2022)[11];
- O "Alô Portugal" da SIC que se realizou no Portugal dos Pequenitos em Coimbra (28/07/2021);
- O "Livre Trânsito" do Canal 11 dedicado à Final da Taça de Portugal que se realizou em Coimbra (23/05/2021);
- O "Você na TV!" da TVI dedicado à defesa da Universidade de Coimbra nas 7 Maravilhas de Portugal (26/01/2007);
- O "A Volta" da RTP dedicado à Volta a Portugal em bicicleta (09/08/2003).

## Participações em Festivais de Tunas
| Data       | Festival                       | Local               | Anfitrião                                               | Prémios | Ref.                |
| ---------- | ------------------------------ | ------------------- | ------------------------------------------------------- | --- | ------------------- |
| 2025-05-18 | XIII Oceanus                   | Angra do Heroísmo   | Neptuna                                                 | Melhor Pandeireta, Melhor Porta-Estandarte                                                                                          | [ 12 ]              |
| 2025-05-03 | I À Beira Rio                  | Coimbra             | Maratuna                                                | (participação extra-concurso) | [ 13 ]              |
| 2025-04-05 | XII Viriatus                   | Viseu               | Viriatuna                                               | Melhor Tuna; Melhor Instrumental; Melhor Original; Melhor Solista; Tuna do Público                                                  |                     |
| 2024-04-27 | II Águas de D. Leonor          | Caldas da Rainha    | Tomalátuna                                              | Melhor Tuna; Melhor Original; Melhor Serenata; Melhor Pandeireta; Tuna Mais Tuna                                                    | [ 14 ]              |
| 2024-04-20 | XIII TuNaPraia                 | Estoril             | Tunística                                               | Melhor Pandeireta; Melhor Porta-Estandarte; Melhor Tema                                                                             | [ 15 ]              |
| 2024-03-02 | XIII FTEnfAI                   | Beja                | TAEB                                                    | Melhor Tuna; Melhor Instrumental; Melhor Serenata; Melhor Pandeireta                                                                | [ 16 ]              |
| 2023-11-25 | XV Portus Alacer               | Portalegre          | EnfTuna                                                 | Melhor Original; Melhor Pandeireta                                                                                                  | [ 17 ]              |
| 2023-11-11 | XVII Fitumis                   | Leiria              | Instituna                                               | Melhor Pandeireta; Melhor Porta-Estandarte; Prémio Garganta Funda                                                                   | [ 18 ]              |
| 2023-10-21 | XV Tosta Mista                 | Viseu               | EUV                                                     | Melhor Pandeireta; Melhor Porta-Estandarte; Tuna Mais Ébria                                                                         | [ 19 ]              |
| 2023-05-06 | V Notas Soltas do Mondego      | Coimbra             | TEC                                                     | (participação extra-concurso) | [ 20 ]              |
| 2023-04-15 | XV Mistuna                     | Faro                | Real Tuna Infantina                                     | Melhor Pandeireta, Melhor Porta-Estandarte; Tuna Mais Tuna; Tuna Mais Bebedora; Tuna Mais Solidária                                 | [ 21 ] [ 22 ]       |
| 2023-04-01 | XVI S. Vicente                 | Lisboa              | VicenTuna                                               | Melhor Pandeireta; Tunas Mais Tuna                                                                                                  | [ 23 ]              |
| 2023-01-28 | VI FesTiM                      | Ponta Delgada       | Enf'In Tuna                                             | Melhor Tuna; Melhor Instrumental; Melhor Serenata                                                                                   | [ 24 ]              |
| 2023-01-21 | II Festival Lusotunas          | Porto               | Pardal Eventos                                          | (participação extra-concurso) | [ 25 ]              |
| 2021-11-26 | IV Ribatunis                   | Santarém            | IssóTuna                                                | Melhor Tuna; Melhor Instrumental; Melhor Original; Melhor Pandeireta; Melhor Porta-Estandarte; Melhor Serenata; Melhor Passa-Calles | [ 26 ]              |
| 2020-03-06 | IX Oceanus                     | Angra do Heroísmo   | Neptuna                                                 | Melhor Tuna; Melhor Original; Melhor Pandeireta                                                                                     |                     |
| 2019-12-06 | IX Lisboa Eterna               | Lisboa              | TAISCTE                                                 | Melhor Solista; Tuna Mais Tuna | [ 27 ]              |
| 2019-11-29 | II Alcaides                    | Barcelos            | TMIPCA                                                  | Melhor Solista |                     |
| 2019-11-15 | III Vielas Vadias              | Azeitão             | ArquitecTuna                                            | Melhor Instrumental; Melhor Pandeireta; Melhor Porta-Estandarte; Melhor Passa-Calles                                                | [ 28 ] [ 29 ]       |
| 2018-11-30 | I Trovas D’Alcaides            | Barcelos            | TMIPCA                                                  | Tuna Mais Tuna | [ 30 ]              |
| 2018-06-09 | V Vitisval                     | Coimbra             | Vitistuna                                               | Melhor Tuna; Melhor Instrumental; Melhor Solista; Tuna Mais Tuna; Tuno Mais Rolo                                                    | [ 31 ]              |
| 2018-04-20 | XXI Real Festa                 | Leiria              | Tum'Acanénica                                           | — | [ 32 ]              |
| 2017-12-07 | XI ArCaFestuna                 | Arneiro De Tremês   | Associação de Arneiro De Tremês                         | — | [ 33 ]              |
| 2017-05-26 | VIII EntreTunas                | Coimbra             | K&Batuna                                                | Melhor Tuna; Melhor Instrumental; Melhor Original; Melhor Pandeireta; Melhor Estandarte                                             |                     |
| 2017-04-28 | VIII Prometheus                | Lisboa              | TEL                                                     | — | [ 34 ]              |
| 2017-03-10 | I Ekos VitiFestum              | Castelo de Vide     | Associação Ekosiuvenis                                  | Melhor Instrumental; Melhor Serenata                                                                                                |                     |
| 2016-11-12 | VI Tunas D'Ouro                | Oliveira do Douro   | TAOD                                                    | Melhor Original; Melhor Estandarte                                                                                                  | [ 35 ]              |
| 2016-03-11 | III Trovas d'Amato             | Castelo Branco      | TUSALD                                                  | Segunda Melhor Tuna; Melhor Pandeireta; Melhor Porta-Estandarte                                                                     | [ 36 ]              |
| 2015-05-02 | XVI fESTA                      | Abrantes            | Estatuna                                                | — | [ 37 ] [ 38 ]       |
| 2015-04-11 | II MomenTMUM                   | Braga               | TMUM                                                    | Melhor Porta-Estandarte | [ 39 ]              |
| 2015-03-21 | III Real Academicvs            | Vila Real           | TAUTAD                                                  | Melhor Tuna; Melhor Instrumental; Melhor Serenata; Melhor Pandeireta                                                                | [ 40 ]              |
| 2014-10-10 | I TMIST                        | Oeiras              | TMIST                                                   | Melhor Instrumental; Melhor Serenata; Melhor Estandarte; Tuna Mais Tuna                                                             | [ 41 ]              |
| 2014-05-30 | XII Fitumis                    | Leiria              | Instituna                                               | Melhor Original; Melhor Solista; Prémio Jogos Tradicionais                                                                          | [ 42 ]              |
| 2014-05-23 | XVIII Tuna M'isto              | Lisboa              | Esctunis                                                | Melhor Instrumental; Melhor Pandeireta                                                                                              | [ 43 ]              |
| 2014-04-26 | XVII Real FesTa                | Leiria              | Tum'Acanénica                                           | — | [ 44 ]              |
| 2014-04-06 | IX Fast'À Noite                | Coimbra             | Tu na D'ESTES                                           | Melhor Original; Melhor Pandeireta; Tuna Mais Mista                                                                                 |                     |
| 2014-03-28 | I Boticários                   | Coimbra             | Phartuna                                                | Melhor Original; Melhor Serenata | [ 45 ]              |
| 2014-03-22 | V Viriatus                     | Viseu               | Viriatuna                                               | Melhor Estandarte; Tuna Mais Tuna                                                                                                   | [ 46 ]              |
| 2014-02-22 | XV Fortuna                     | Lisboa              | Fortuna                                                 | Melhor Original; Melhor Pandeireta                                                                                                  | [ 47 ]              |
| 2013-11-09 | VII ArCaFestuna                | Arneiro de Tremês   | Associação de Arneiro De Tremês                         | Melhor Pandeireta | [ 48 ]              |
| 2013-05-10 | XI Fitumis                     | Leiria              | Instituna                                               | Melhor Tuna; Melhor Original; Melhor Pandeireta; Melhor Estandarte; Melhor Serenata; Melhor Passa-Calles; Tuna Mais Bebedoura       | [ 42 ]              |
| 2013-04-20 | VIII Fast'À Noite              | Coimbra             | Tu na D'ESTES                                           | Melhor Tuna; Melhor Instrumental; Melhor Original; Melhor Pandeireta; Melhor Serenata; Melhor Solista; Tuna Mais Tuna               | [ 49 ]              |
| 2013-03-15 | III Saca-Rolhas                | Leiria              | TAIL                                                    | Melhor Estandarte; Tuna Mais Tuna                                                                                                   |                     |
| 2012-10-27 | XIX Canto da Sereia            | Coimbra             | Mondeguinas                                             | (participação extra-concurso) | [ 50 ]              |
| 2012-10-19 | V Tosta Mista                  | Viseu               | EUV                                                     | — | [ 51 ]              |
| 2012-05-18 | III Tageano                    | Santarém            | TAGES                                                   | Melhor Instrumental; Tuna Mais Tuna                                                                                                 | [ 52 ]              |
| 2012-03-17 | III ReCordas                   | Coimbra             | Desconcertuna                                           | (participação extra-concurso) | [ 53 ]              |
| 2012-03-03 | I Tunas D'Ouro                 | Vila Nova de Gaia   | TAOD                                                    | Melhor Tuna; Melhor Instrumental; Melhor Pandeireta                                                                                 | [ 54 ]              |
| 2011-11-18 | III TunOlisipo                 | Lisboa              | Real Tuna Académica NeOlisipo                           | Melhor Original; Melhor Instrumental; Melhor Serenata; Tuna Mais Tuna                                                               |                     |
| 2011-05-28 | III Festus                     | Seia                | Senatuna                                                | Melhor Tuna; Melhor Original; Melhor Instrumental; Melhor Pandeireta; Melhor Estandarte                                             |                     |
| 2011-03-26 | XI Festival de Tunas do Gavião | Gavião              | Associação Cultural e Artística da Juventude Gavionense | Melhor Instrumental |                     |
| 2010-10-14 | III FESTUM                     | Coimbra             | Associação de Estudantes da ESTeSC                      | (edição sem prémios) | [ 55 ]              |
| 2010-05-10 | I Tageano                      | Santarém            | TAGES                                                   | (edição sem prémios, tuna posteriormente adicionada ao cartaz)                                                                      | [ 56 ]              |
| 2009-11-12 | II Festival de Tunas EMECLUB   | Coimbra             | EMECLUB                                                 | Vencedor da 3ª Eliminatória | [carece de fontes?] |
| 2009-06-05 | Festival Doce                  | Caldas de São Jorge | Associação Juventude Inquieta                           | Melhor Tuna; Melhor Instrumental; Melhor Pandeireta; Melhor Serenata                                                                |                     |
| 2009-03-19 | I Iscalino                     | Lisboa              | Tuna Iscalina                                           | — |                     |
| 2009-03-17 | II FESTUM                      | Coimbra             | Associação de Estudantes da ESTeSC                      | Melhor Tuna | [ 57 ]              |
| 2008-12-11 | I Festival de Tunas EMECLUB    | Coimbra             | EMECLUB                                                 | Vencedor da 1ª Eliminatória |                     |
| 2008-10-18 | I Tosta Mista                  | Viseu               | EUV                                                     | Melhor Instrumental | [ 58 ]              |
| 2008-04-03 | I FESTUM                       | Coimbra             | Associação de Estudantes da ESTeSC                      | Segunda melhor Tuna; Melhor Original                                                                                                | [ 59 ]              |
| 2008-04-17 | I EntreTunas                   | Coimbra             | K&Batuna                                                | Melhor Original |                     |
| 2008-02-23 | VI Olé Tunas                   | Angra do Heroísmo   | TAESEAH                                                 | — |                     |
| 2007-11-15 | II Portus Alacer               | Portalegre          | EnfTuna                                                 | — | [ 60 ]              |
| 2006-06-07 | III Planeta Tuneiro            | Viana do Castelo    | Docentuna                                               | Melhor Tuna; Tuna Mais Mista |                     |
| 2006-03-23 | I Fast'À Noite                 | Coimbra             | Tu na D'ESTES                                           | Tuna Mais Mista; Tuna Mais Tuna | [ 61 ]              |
| 2006       | IV Olé Tunas                   | Angra do Heroísmo   | TAESEAH                                                 | — | [ 62 ]              |
| 2005-04-23 | VI fESTA                       | Abrantes            | Estatuna                                                | — | [ 63 ]              |
| 2004-06-05 | III FESTEL                     | Lisboa              | TEL                                                     | Melhor Passa-Calles |                     |
| 2003-05-17 | I Instifesta                   | Porto de Mós        | Instituna                                               | Tuna Mais Tuna | [ 42 ]              |
| 2003-05-13 | IV FEUNL                       | Lisboa              | Fortuna                                                 | Tuna Mais Tuna |                     |
| 2002-10-26 | I Festival de Tunas Ansião     | Ansião              | Câmara Municípal de Ansião                              | Melhor Pandeireta | [ 64 ]              |
| 2002-06-21 | I FESTEL                       | Alcácer do Sal      | TEL                                                     | 1° Lugar; Tuna Mais Divertida | [ 65 ]              |

## Participações em Encontros de Tunas
| Data       | Encontro                                                                    | Local               | Anfitrião                       | Ref.                |
| ---------- | --------------------------------------------------------------------------- | ------------------- | ------------------------------- | ------------------- |
| 2025-06-14 | V TumA Fest                                                                 | Leiria              | Tum'Acanénica                   |                     |
| 2024-11-28 | II Aquinatuna                                                               | Coimbra             | TEC                             |                     |
| 2024-11-15 | I Epopeia                                                                   | Coimbra             | Coral Quecofónico do Cifrão     | [ 66 ]              |
| 2024-10-10 | IV Vinhago                                                                  | Coimbra             | Vitistuna                       |                     |
| 2024-09-17 | XIII Praxis                                                                 | Coimbra             | Phartuna                        |                     |
| 2024-03-23 | Noite de Serenatas – Dia Nacional do Estudante                              | Odivelas            | Câmara Municipal de Odivelas    | [ 67 ]              |
| 2024-02-22 | XX Capotes Negros                                                           | Portalegre          | Tunapapasmisto                  | [ 68 ] [ 69 ]       |
| 2023-09-21 | XII Praxis                                                                  | Coimbra             | Phartuna                        | [ 70 ]              |
| 2023-02-11 | III Encontro de Tunas Académicas de Machico                                 | Machico             | Câmara Municipal de Machico     | [ 71 ]              |
| 2022-10-27 | II Vinhago                                                                  | Coimbra             | Vitistuna                       | [ 72 ]              |
| 2022-03-25 | XIV Encontro de Tunas da K&Batuna                                           | Coimbra             | K&Batuna                        |                     |
| 2022-09-29 | XI Praxis                                                                   | Coimbra             | Phartuna                        | [ 73 ]              |
| 2021-10-14 | X Praxis                                                                    | Coimbra             | Phartuna                        |                     |
| 2020-02-22 | III Renascer da Tricana                                                     | Coimbra             | TMISCAC                         |                     |
| 2019-10-03 | III Encontro de Tunas SASUC                                                 | Coimbra             | SASUC                           | [ 74 ] [ 75 ]       |
| 2019-09-24 | IX Praxis                                                                   | Coimbra             | Phartuna                        |                     |
| 2019-02-23 | III Tum’A Fest                                                              | Leiria              | Tum'Acanénica                   |                     |
| 2018-10-17 | VIII Praxis                                                                 | Coimbra             | Phartuna                        |                     |
| 2018-02-24 | II Tum'A Fest                                                               | Leiria              | Tum'Acanénica                   |                     |
| 2017-10-19 | I Encontro de Tunas SASUC                                                   | Coimbra             | SASUC                           | [ 76 ]              |
| 2017-10-17 | VII Praxis                                                                  | Coimbra             | Phartuna                        |                     |
| 2017-05-19 | I Fortunate Luna                                                            | Coimbra             | Litteratuna                     |                     |
| 2017-03-17 | I Cantar de Galo                                                            | Coimbra             | Républica dos Galifões          | [ 77 ]              |
| 2016-09-29 | VI Praxis                                                                   | Coimbra             | Phartuna                        |                     |
| 2016-05-21 | XVIII ApocalISCSPiano                                                       | Lisboa              | Magna Tuna Apocaliscspiana      |                     |
| 2015-09-22 | V Praxis Tuna                                                               | Coimbra             | Phartuna                        |                     |
| 2013-09-24 | III Praxis Tuna                                                             | Coimbra             | Phartuna                        |                     |
| 2013-04-12 | VII Encontro de Tunas da K&Batuna                                           | Coimbra             | K&Batuna                        |                     |
| 2012-09-24 | II Praxis Tuna                                                              | Coimbra             | Phartuna                        |                     |
| 2011-10-03 | I Praxis Tuna                                                               | Coimbra             | Phartuna                        |                     |
| 2011-05-22 | XIII ApocalISCSPiano                                                        | Lisboa              | Magna Tuna Apocaliscspiana      |                     |
| 2010-11-06 | XII Encontro de Tunas de S. Brás de Alportel                                | S. Brás de Alportel | Associação Cultural Sambrasense | [ 78 ]              |
| 2009-07-10 | II Encontro de Tunas da ESEnfC                                              | Coimbra             | ESEnfC                          |                     |
| 2009-03-14 | I Encontro de Tunas de Tunas Académicas de Tábua                            | Tábua               | Associação Juvenil de Tábua     | [carece de fontes?] |
| 2006-06-16 | Encontro de Tunas de St°. António de Fermentelos                            | Águeda              | -                               |                     |
| 2006-04-02 | Encontro de Tunas integrado na Semana da Saúde                              | Coimbra             | Tuna D'ESTES                    |                     |
| 2004-10-04 | Encontro de Tunas de Borda do Campo                                         | Figueira da Foz     | -                               |                     |
| 2004-03-13 | III AJATUNAS                                                                | Avanca              | Associação de Jovens de Avanca  |                     |
| 1999-07-17 | Encontro de Tunas de Ferreirós do Dão                                       | Tondela             | -                               |                     |
| 1998-11-27 | II Encontro Internacional de Tunas da Universidade Católica de Lisboa       | Lisboa              | -                               |                     |
| 1998-05-30 | Encontro de Tunas da Semana Académica do Instituto Superior dos Transportes | Entroncamento       | -                               |                     |
| 1997-11-14 | II Encontro Internacional de Tunas da Universidade Católica de Lisboa       | Lisboa              | -                               |                     |
| 1997-05-31 | Encontro de Tunas da Semana Académica do Instituto Superior dos Transportes | Entroncamento       | -                               |                     |
| 1996-10-18 | I Encontro Internacional de Tunas da Universidade Católica de Lisboa        | Lisboa              | -                               |                     |
| 1996-04-19 | III Encontro de Tunas de Tavarede                                           | Figueira da Foz     | -                               |                     |

## No Estrangeiro
A Quantunna representou a sua faculdade fora de Portugal com os seguintes eventos:
- Participação na Temporada Portugal-França 2022 – Poitiers, França (17 a 20 de setembro 2022);
- Digressão de Verão 2022 que passou pelas cidades espanholas de Ayamonte e Huelva (24 de agosto a 04 de setembro 2022);
- Representação de Portugal numa feira gastronomica, artística e cultural a convite do Consulado Português – Marselha, França (2011);
- Atuações em Aix-en-Provence e Marselha em França a convite da Associação Portulan (2010);
- Participação na Semana Cultural Europeia organizada pela associação franco-portuguesa "Union Luso Francesa Europeia" (U.L.F.E) – Dijon, França (14 e 15 de maio 2005).